# Pendopo (plaats)
Pendopo is een bestuurslaag in het regentschap Empat Lawang van de provincie Zuid-Sumatra, Indonesië. Pendopo telt 4878 inwoners (volkstelling 2010).